# Mario Briceño Iragorry (paroisse civile)
Pour les articles homonymes, voir Briceño.
Mario Briceño Iragorry est l'une des deux paroisses civiles de la municipalité de Mario Briceño Iragorry dans l'État d'Aragua au Venezuela. Sa capitale est El Limón dont elle constitue l'une des deux paroisses civiles. Sa population s'élève à 35 873 habitants.

## Géographie

### Hydrographie
La paroisse civile, située en bordure méridionale du parc national Henri Pittier et des vallées nord-sud qui strient le massif montagneux qui le constitue, est traversée par le río El Limón, l'un des cours d'eau qui se jettent dans le lac de Valencia, comme le río Aragua et le río Guacara.

### Démographie
Hormis sa capitale El Limón dont elle constitue les quartiers nord, la paroisse civile ne possède aucune autre localité, étant en bordure méridionale du parc national Henri Pittier et au intégrée à l'agglomération de Maracay.

## Sources
- (es) Cet article est partiellement ou en totalité issu de l’article de Wikipédia en espagnol intitulé « Municipio Mario Briceño Iragorry » (voir la liste des auteurs).